# Deportivo Cañaña
El Deportivo Cañaña és un club peruà de futbol de la ciutat de Lambayeque.
El club va ser fundat el 19 de juliol de 1979. El nom del club feia referència al sobrenom d'un dels seus fundadors, Miguel Monsalve Cañaña.
Entre 1992 i 2003 es va fusionar amb el Club Juan Aurich competint com a Club Social Deportivo Juan Aurich-Cañaña.

## Palmarès
- Copa Perú:[3]
  - 1986